# Trứng ốp la

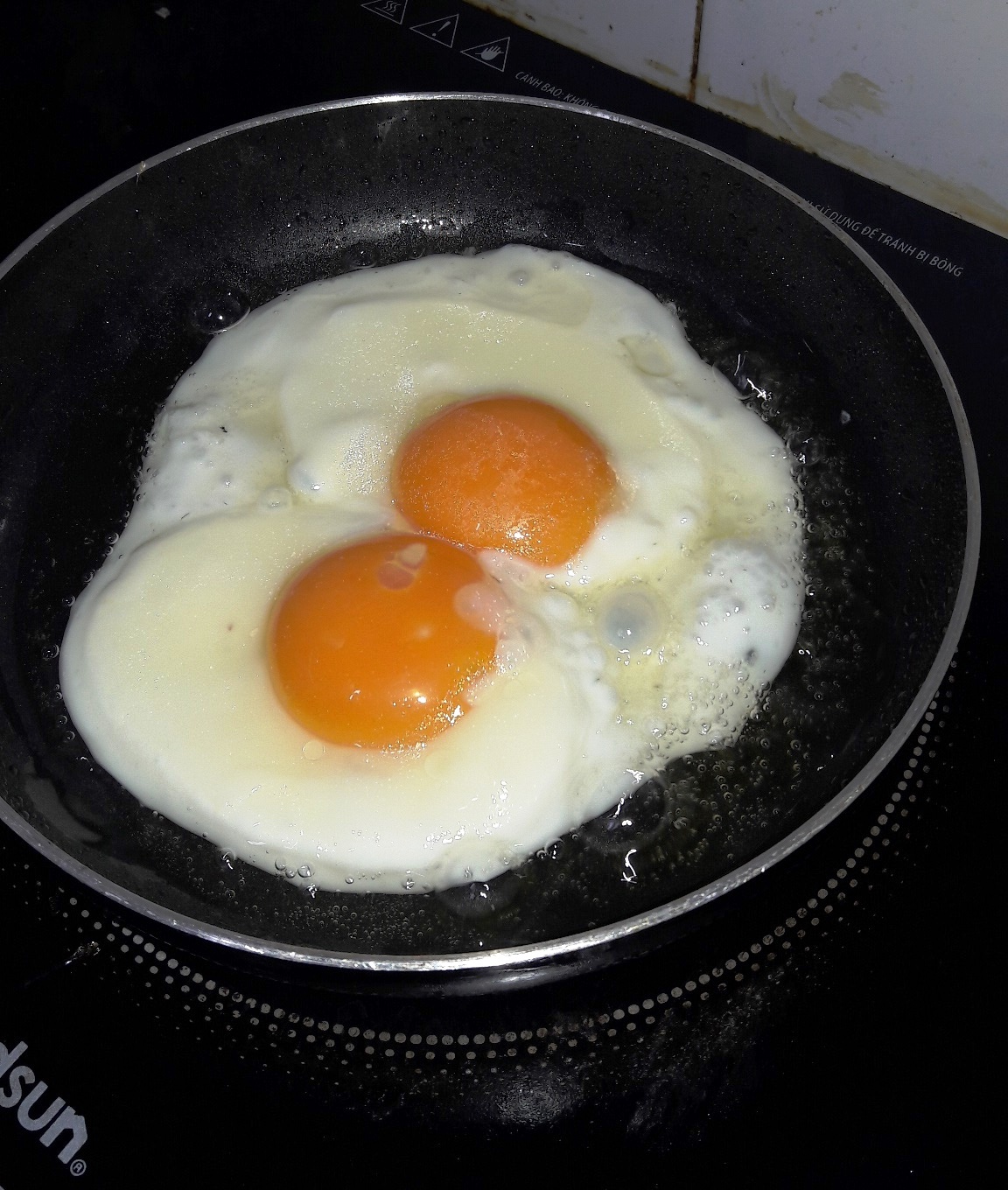
Chiên trứng ốp la

Trứng ốp la, tức là trứng rán để nguyên lòng đỏ (phiên âm tiếng Pháp "Oeufs au plat" hoặc Œuf au plat) hay trứng chiên là một món thức ăn làm từ trứng gà bằng phương pháp rán nhanh qua chảo dầu, trứng rán có tròng đỏ còn trong thể lỏng nằm giữa tròng trắng (lòng đào), khác với trứng ốp lết là trứng đánh lên cho tròng đỏ và tròng trắng lẫn vào với nhau rồi đổ vào chảo rán. Khi cách thức rán trứng này du nhập Việt Nam dưới thời Pháp thuộc thì người Việt một thời gọi đó là món "trứng tam tinh". Sau danh từ ốp la được dùng phiên âm thẳng từ tiếng Pháp. Cách chế biến trứng ốp la khá đơn giản và thuận tiện, dễ làm. Trứng ốp la ăn kèm với bánh mì và sữa là đồ ăn sáng phổ biến tại nhiều gia đình trên thế giới cũng như tại các cửa hàng, quán ăn phục vụ cho bữa ăn sáng. 
Về phương pháp chế biến, trước tiên đặt chảo dầu nóng vừa đủ. Dầu sôi thì có thể bỏ hành củ vào phi thơm rồi đập trứng lên trên chỗ hành đó. Rắc muối, tiêu, hành lá sao cho đẹp và đều. Có thể cho thêm chút cà rốt bằm nhuyễn hay thịt băm cho đẹp mắt và ngon hơn. Sau đó đậy vung chảo lại. Vặn nhỏ lửa để khi nước cạn thì trứng được chín kỹ. Sau đó xúc trứng bỏ vào đĩa, rắc tiêu hay thêm tương ớt tùy ý và ăn ngay khi còn nóng (thường ăn kèm với bánh mì). Ở Anh, bữa ăn sáng kiểu Anh đầy đủ bao gồm thịt xông khói, trứng chiên (ốp la), xúc xích, cà chua nướng, nấm chiên, khoai tây chiên (không phải kiểu truyền thống), đậu nướng. Trứng chiên có thể được dùng kèm với bánh mì nướng hoặc bánh mì sandwich, kèm với thịt xông khói, xúc xích và nhiều loại gia vị khác. Trứng thường là một phần của bữa ăn sáng đầy đủ thường được ăn ở Anh và Ireland. Trứng chiên thường được dùng kèm với thịt nguội hoặc thịt xông khói như một món ăn phổ biến ở quán rượu. Trứng được chiên ở lửa lớn và mỡ nóng, dầu ăn hoặc nước có thể được rưới lên trên trứng để rưới lên và làm chín lòng trắng. Trứng thường được chiên mà không cần lật lại.

## Hình ảnh

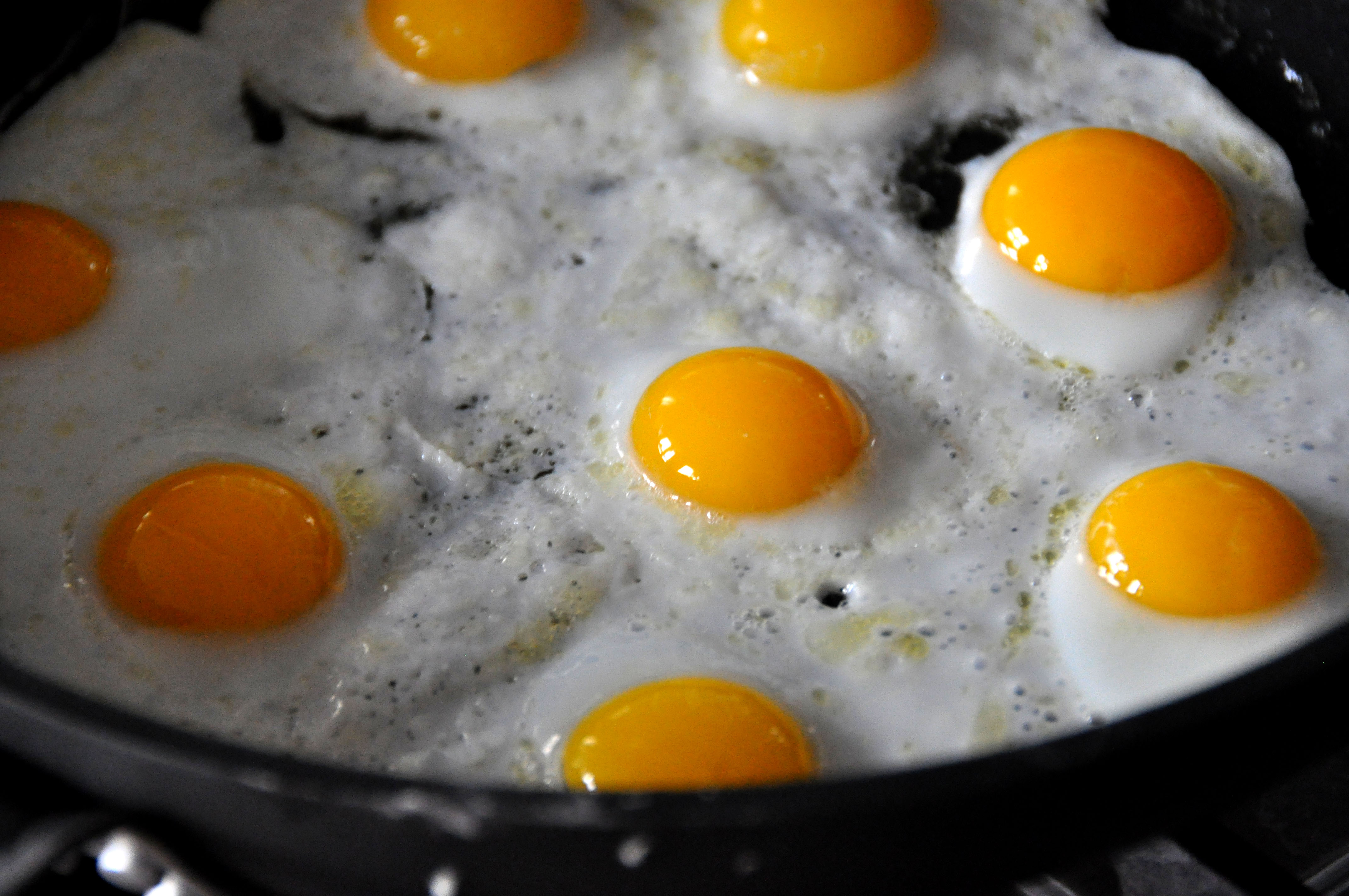
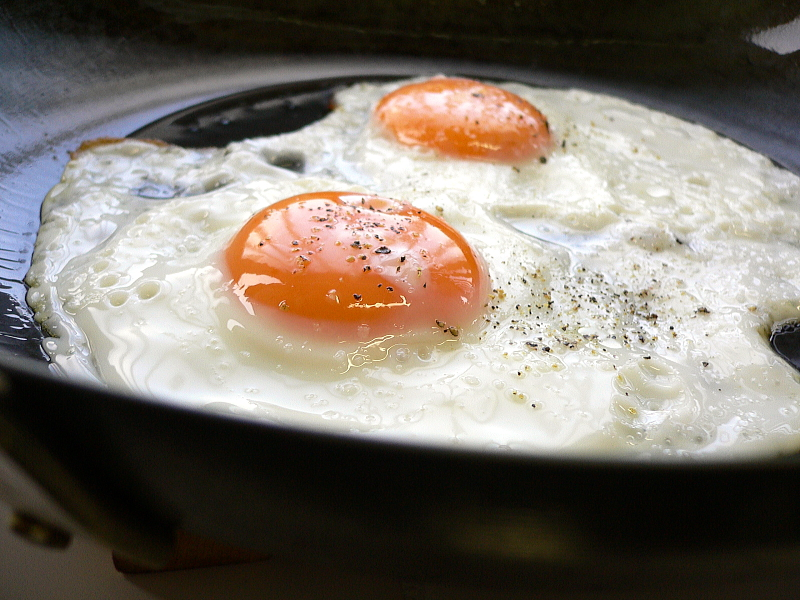
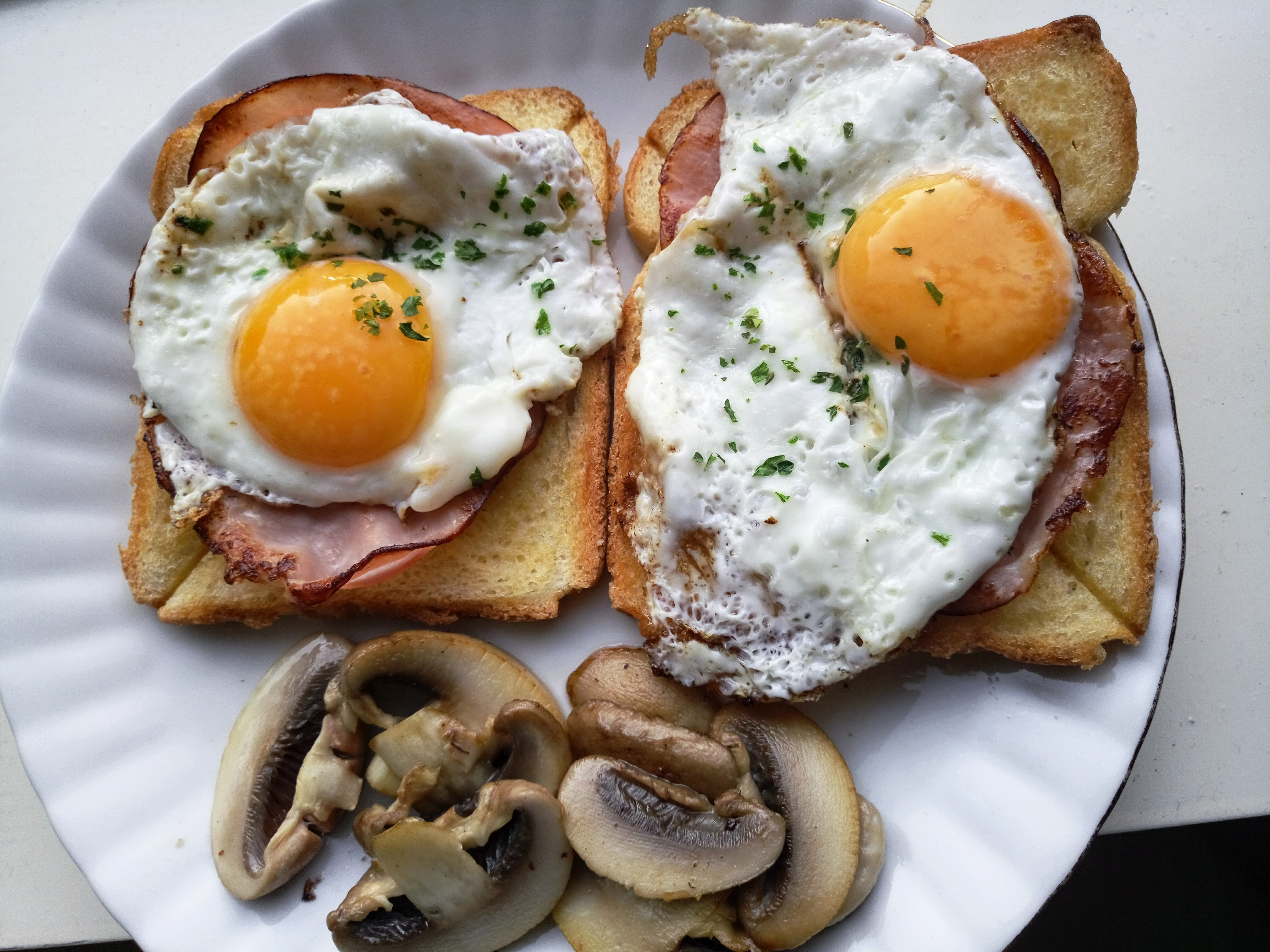
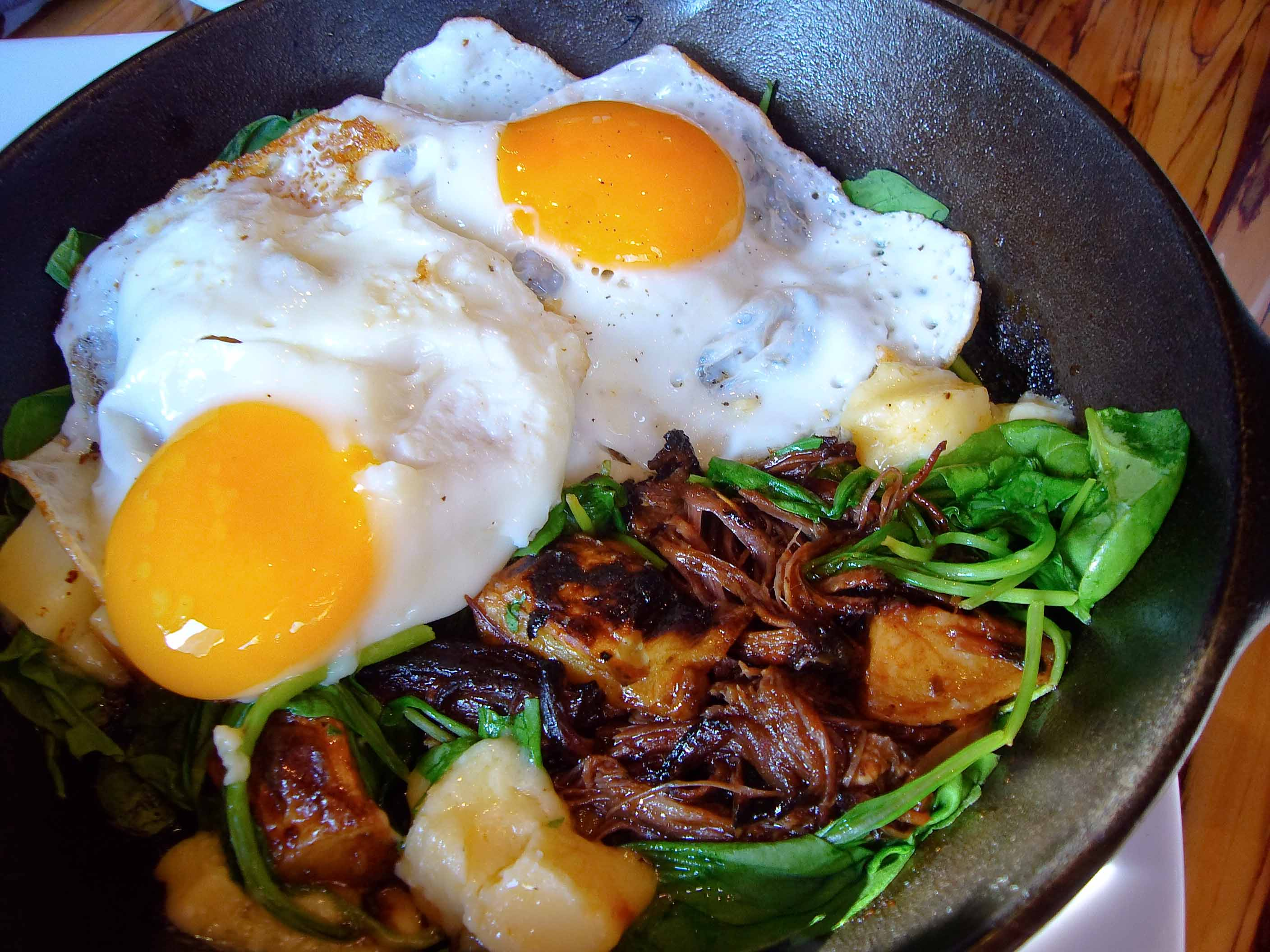